# Crazy Loving: The Best of Poco 1975-1982
Crazy Loving: The Best of Poco 1975-1982 è una raccolta pubblicata su CD dalla MCA Records nell'ottobre del 1989. La raccolta come suggerisce il titolo del CD riunisce alcuni brani del gruppo pubblicati dal 1975 al 1982.

## Tracce
1. Heart of the Night – 4:50 (Paul Cotton) – Tratto dall'album Legend (1978)
2. Keep on Tryin' – 2:52 (Timothy B. Schmit) – Tratto dall'album Head over Heels (1975)
3. Midnight Rain – 4:25 (Paul Cotton) – Tratto dall'album Under the Gun (1980)
4. Windowmaker – 3:37 (Rusty Young) – Tratto dall'album Blue and Gray (1981)
5. Crazy Love – 2:55 (Rusty Young) – Tratto dall'album Legend (1978)
6. The Price of Love – 3:23 (Don Everly, Phil Everly) – Tratto dall'album Cowboys & Englishmen (1982)
7. Too Many Nights Too Long – 5:57 (Paul Cotton) – Tratto dall'album Rose of Cimarron (1976)
8. Ashes/Feudin' – 5:18 (John Logan, Rusty Young) – Tratto dall'album Cowboys & Englishmen (1982)
9. Sometimes (We Are All We Go) – 3:36 (Paul Cotton) – Tratto dall'album Blue and Gray (1981)
10. Legend – 4:15 (Rusty Young) – Tratto dall'album Legend (1978)
11. Indian Summer – 4:39 (Paul Cotton) – Tratto dall'album Indian Summer (1977)
12. Under the Gun – 3:11 (Paul Cotton) – Tratto dall'album Under the Gun (1980)
13. Rose of Cimarron – 6:41 (Rusty Young) – Tratto dall'album Rose of Cimarron (1976)

## Musicisti
- Paul Cotton - chitarra elettrica, chitarra acustica, chitarra gretsch white falcon, voce
- Rusty Young - chitarra pedal steel, mandolino, chitarra acustica, banjo, dobro, sitar, chitarra elettrica a dodici corde
- Kim Bullard - tastiera, voce (brani: 3, 4, 5, 6, 8, 9 3 12)
- Timothy B. Schmit - basso, armonica, voce (brani: 2, 7, 11 e 13)
- Charlie Harrison - basso, voce (brani: 1, 3, 4, 5, 6, 8, 9, 10 e 12)
- George Grantham - batteria, timpani, voce (brani: 2, 7, 11 e 13)
- Steve Chapman - batteria (brani: 1, 3, 4, 5, 6, 8, 9, 10 e 12)
- Richard Sanford Orshoff - produttore (brani: 1, 5 e 10)
- Poco - produttore (brani: 2, 7, 11 e 13)
- Mark Harman - produttore (brani: 2, 7, 11 e 13)
- Mike Flicker - produttore (brani 3, 4, 6, 8, 9 e 12)